# Шейко, Георгий Николаевич
Георгий Николаевич Шейко (род. 24 августа 1989 года) — казахстанский легкоатлет, специализирующийся на спортивной ходьбе.

## Биография
На Олимпиаде — 2012 в Лондоне на дистанции 20 км был 35-м.
На чемпионате мира 2013 года в Москве на дистанции 20 км был 36-м.